# NGC 6541
NGC 6541 (také známá jako Caldwell 78) je jasná kulová hvězdokupa vzdálená 22 800 světelných let v souhvězdí Jižní koruny o hodnotě magnitudy 6,3. Objevil ji italský astronom Niccolò Cacciatore 19. března 1826 na observatoři v Palermu. O čtvrt roku později, 3. července 1826, ji nezávisle spoluobjevil skotský astronom James Dunlop.

## Pozorování

Poloha NGC 6541 v souhvězdí Jižní koruny

Na obloze se nachází v jihozápadní části souhvězdí, 5 stupňů východně od hvězdy Sargas (θ Sco) s magnitudou 1,9.

## Vlastnosti
Její odhadované stáří je 12,93 miliard let
a hmotnost 5,72 × 105 {\displaystyle M_{\odot }}